# تاگاجو، میاگی
تاگاجو در استان میاگی در کشور ژاپن واقع شده‌است که دارای جمعیت ۶۳٬۲۰۰ نفر و مساحت ۱۹٫۶۵ کیلومتر مربع با تراکم جمعیت ۳٬۲۱۶ نفر در کیلومترمربع است و در تاریخ ۱ نوامبر ۱۹۷۱ به عنوان شهر شناخته شد.